# Bryan Fairfax
Lancelot Beresford Bryan Fairfax (8 de febrer de 1925 - 11 de gener de 2014) va ser un director d'orquestra australià establert al Regne Unit, conegut per la seva defensa d'obres poc conegudes o abandonades.
Va estar fortament associat amb les obres d'Havergal Brian, i va dirigir l'estrena mundial de la Simfonia núm. 1 de Brian, gòtica el 1961. La Simfonia núm. 18 de Brian va ser escrita especialment per a Fairfax i la "Polyphonia Orchestra" semi professional que va fundar. Les seves estrenes al Regne Unit inclouen obres importants de Gustav Mahler, Dmitri Xostakovitx, Carl Nielsen, Sergei Rachmaninoff, Franz Schmidt i Percy Grainger. El seu estil de direcció s'ha comparat amb el de Sir Adrian Boult i Vernon Handley.

## Biografia
Fairfax va néixer a St Kilda, Victòria el 1925. Va estudiar al Conservatori de Música de Nova Gal·les del Sud i més tard a Londres amb Max Rostal, i després es va convertir en violinista amb l'Orquestra Hallé el 1954 durant dos anys. Va continuar els seus estudis de direcció a Viena amb Hans Swarowsky el 1956–57.
El 1961 va fundar la "Polyphonia Orchestra", un conjunt semi professional, com a vehicle per a la interpretació de música poc escoltada o nova. El 28 de febrer d'aquell any, va dirigir la "Polyphonia" en la primera actuació pública en directe a Gran Bretanya de la gran Simfonia núm. 3 de Gustav Mahler, a l'Ajuntament de St Pancras (abans s'havia escoltat al Regne Unit només a les emissions de la BBC Radio). L'actuació va rebre crítiques molt elogioses.
El 24 de juny de 1961, Fairfax va dirigir la Polyphonia en l'estrena de la gigantesca Simfonia gòtica de Havergal Brian, que s'havia completat 34 anys abans el 1927, però els esforços anteriors per interpretar l'obra s'havien estancat nombroses vegades a causa de les forces colossals que requereix. Aquesta estrena es va celebrar al Central Hall, Westminster, i va ser un precursor de la primera actuació totalment professional, el 30 d'octubre de 1966 al Royal Albert Hall, sota la direcció de Sir Adrian Boult, a la qual va assistir el compositor. Encara que Havergal Brian no va assistir a l'actuació anterior de Bryan Fairfax, per expressar el seu agraïment va escriure la seva Simfonia núm. 18 especialment per a les forces de l'Orquestra Polyphonia i va dedicar l'obra a Fairfax. Bryan Fairfax va dirigir la Polyphonia Orchestra a l'estrena mundial de la 18a Simfònica el febrer de 1962, a l'Ajuntament de St. Pancras. El juny de 1975 va dirigir la primera actuació professional, una emissió d'enregistrament d'estudi de la BBC.